# Volksfestplatz (Lübeck)

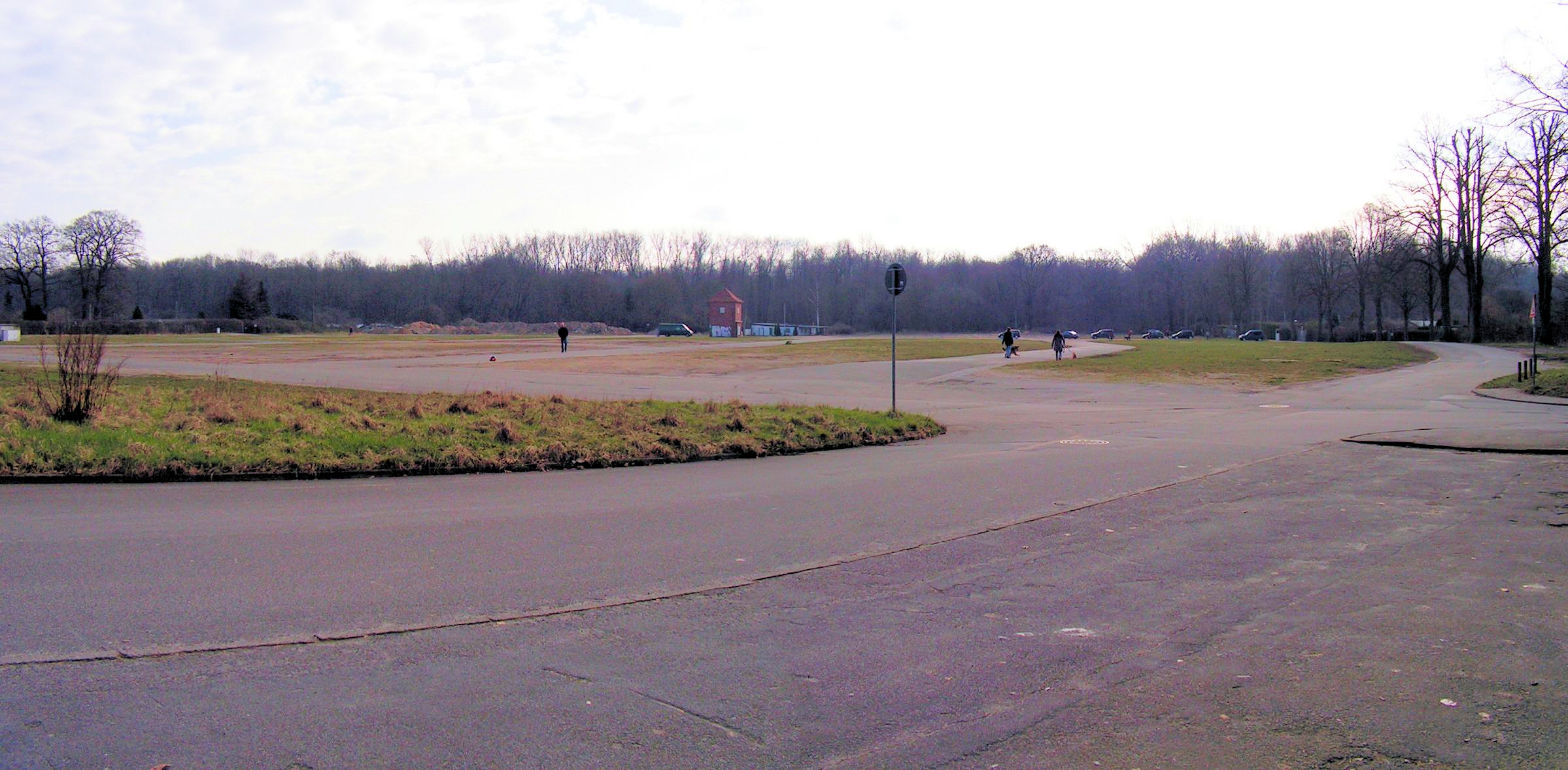
Volksfestplatz Lübeck (ohne Volksfest)

Der Volksfestplatz ist eine etwa vier Hektar große Fläche im Norden Lübecks und liegt an der Travemünder Allee in Höhe des Sandbergs gegenüber dem Ehrenfriedhof.
Er diente von 1928 bis 2014 als Veranstaltungsort für das alljährlich stattfindende Lübecker Volks- und Erinnerungsfest.

## Geschichte
Das Lübecker Volks- und Erinnerungsfest fand 1848 zum ersten Mal als Allgemeines Scheibenschießen auf dem Bürgerschützenhof in der Nähe des heutigen Bahnhofes statt. Bereits 1852 wurde das Fest auf die Fläche vor dem Burgtor verlegt. Mit Beginn des Ersten Weltkrieges (1914) wurde diese Fläche auf dem Burgfeld jedoch für die Aufstellung von Lazarett-Zelten benötigt, so dass das Fest vorübergehend woanders stattfinden musste.
Ab 1920 wurde das Burgfeld wieder als Veranstaltungsort benutzt, bis man sich 1927 entschloss, eine eigene Fläche am Lauerholz zur Verfügung zu stellen. Die Schausteller waren wegen der etwas abseitigen Lage zunächst skeptisch; ab etwa 1932 war der neue Veranstaltungsort jedoch bei den Lübeckern akzeptiert.
Nach dem Bombenangriff auf Lübeck am 29. März 1942 wurden großen Mengen der Trümmer auf dem Volksfestplatz gelagert, so dass dieser erst ab 1957 wieder als Veranstaltungsort genutzt werden konnte.

### Flüchtlingsquartier 2015–2016
2015 wurde auf dem Platz ein Lager aus Wohncontainern für Flüchtlinge vorwiegend aus Syrien, Irak, Iran und Afghanistan eingerichtet. Die Erstaufnahmeeinrichtung bot Platz für 900 Menschen und wurde seit dem 12. September 2015 im Auftrag des Landes Schleswig-Holstein vom Deutschen Roten Kreuz betrieben. Im November 2015 wurde entschieden, die Zahl der Container auf 357 zu erhöhen, sodass 1500 Flüchtlinge untergebracht werden konnten. Ende Juni 2016 lebten noch 100 Menschen auf dem Gelände, nachdem Lübeck weniger Geflüchtete zugewiesen worden waren und die Hansestadt über andere Unterkünfte verfügte. Im August 2016 lebten noch 22 Menschen dort. Im August 2016 wurde sie geschlossen. 2992 Menschen aus 20 Nationen lebten in einem Zeitraum von elf Monaten in der Erstaufnahmeeinrichtung, darunter 575 Kinder. Die Flüchtlinge wurden von 300 ehrenamtlichen Helfern betreut.
Das Volksfest war vor der Einrichtung der Erstaufnahmestelle auf eine Fläche an der Musik- und Kongresshalle verlegt worden.

### Bebauung
Das Gelände ist im Besitz der Hansestadt Lübeck. Sie plant dort auf einer Fläche von 5,3 Hektar die „Waldsaum-Siedlung“. Errichtet werden sollen 70 Reihenhäuser und 70 Wohnungen für Bezieher mittlerer Einkommen. Baubeginn soll 2022 sein.